# 东长治路
东长治路是中国上海市虹口区东南部的一条街道，东西走向，西起虹口港长治路桥（中虹桥）接长治路，东至海门路。长1551米，宽18米到24米。
东长治路由上海公共租界工部局修筑于1860年代，为熙华德路（今长治路）向东的延伸线，因此命名为东熙华德路（East Seward Road）。1943年，汪精卫政府接收租界，更名为东长治路，得名于山西省長治縣。
东长治路沿路早期通行有轨电车，交通便利，店铺众多。1937年八一三事变中破坏严重。仅存的遗迹为505号雷士德工学院（今海员医院）。